# Atractocerus gracilicornis
Atractocerus gracilicornis är en skalbaggsart som beskrevs av Sigmund Schenkling 1914. Atractocerus gracilicornis ingår i släktet Atractocerus och familjen varvsflugor. Inga underarter finns listade i Catalogue of Life.